# Arne Schiøtz
Arne Schiøtz est un herpétologiste danois né le 29 janvier 1932 et mort le 11 mai 2019.

## Taxons nommés en son honneur
- Leptopelis ocellatus schiotzi Laurent, 1973
- Astylosternus schioetzi Amiet, 1978
- Cardioglossa schioetzi Amiet, 1982
- Kassina schioetzi Rödel, Grafe, Rudolf & Ernst, 2002
- Phrynobatrachus schioetzi Blackburn & Rödel, 2011
- Ptychadena arnei Perret, 1997

## Quelques Taxons décrits
- Afrixalus nigeriensis
- Afrixalus vibekensis
- Bufo perreti
- Cardioglossa aureoli
- Cardioglossa pulchra
- Hyperolius bobirensis
- Hyperolius cystocandicans
- Hyperolius kachalolae
- Hyperolius kihangensis
- Hyperolius laurenti
- Hyperolius minutissimus
- Hyperolius occidentalis
- Hyperolius pseudargus
- Hyperolius rubrovermiculatus
- Hyperolius sheldricki
- Hyperolius sylvaticus
- Hyperolius tanneri
- Hyperolius torrentis
- Hyperolius viridigulosus
- Hyperolius viridis
- Kassina fusca
- Kassina lamottei
- Leptopelis bufonides
- Leptopelis macrotis
- Leptopelis occidentalis
- Phlyctimantis keithae
- Phrynobatrachus ghanensis